# 中国人民解放军联勤保障部队第九二三医院
联勤保障部队第九二三医院，位于广西壮族自治区南宁市青秀区植物路52号，隶属桂林联勤保障中心，为综合性三级甲等医院。

## 简介
联勤保障部队第九二三医院的前身是于1945年成立于满洲国奉天省本溪县的一所矿山职工医院，而后被中国人民解放军接收改组为解放军陆军七十四医院，于1950年随军进驻广西壮族自治区南宁市。1954年更名为中国人民解放军第三〇三医院，隶属总后勤部南宁办事处。1957年转隶广西军区，1999年6月转隶广州军区联勤第二十分部。2016年9月转隶南部战区陆军。2018年4月转隶联勤保障部队桂林联勤保障中心。2018年11月调整组建为中国人民解放军联勤保障部队第九二三医院。

## 分支机构
联勤保障部队第九二三医院现下辖1个医疗区（贵港医疗区），2个派驻门诊部（第一派驻门诊、第二派驻门诊）。
第一派驻门诊部位于南部战区陆军司令部，第二派驻门诊部位于广西军区。

### 贵港医疗区
贵港医疗区前身为第四野战军第十八后方医院，于1947年8月在今黑龙江省勃利县组建，1949年8月随军南下驻湖南省醴陵县，1950年5月改组为中南军区第二慢性病疗养院，1951年8月改名为第四十二疗养院。1952年7月，第四二疗养院醴陵分院独立为醴陵精神病疗养院，1954年8月改名为第六三疗养院。1957年5月搬迁至广西贵县（今贵港市），改组为中国人民解放军第一九一医院。2004年6月，配合大联勤系统改革，一九一医院撤销编制，整体转隶并入解放军三〇三医院，改编为中国人民解放军三〇三医院一九一临床部，但保留番号继续做为综合性三级甲等医院运营。2018年11月，随三〇三医院调整组建为九二三医院贵港医疗区。